# Ołeksandr Chwoszcz
Ołeksandr Petrowycz Chwoszcz (ukr. Олександр Петрович Хвощ; ur. 1 października 1981) – ukraiński zapaśnik w stylu klasycznym. Olimpijczyk z Aten 2004, gdzie zajął siedemnaste miejsce w kategorii 60 kg. Czwarty w mistrzostwach świata w 2002, piąty w 2005, siódmy w 2007. Zdobył srebrny medal na mistrzostwach Europy w 2007 i brązowy w 2006 roku.